# Andrea Rossi

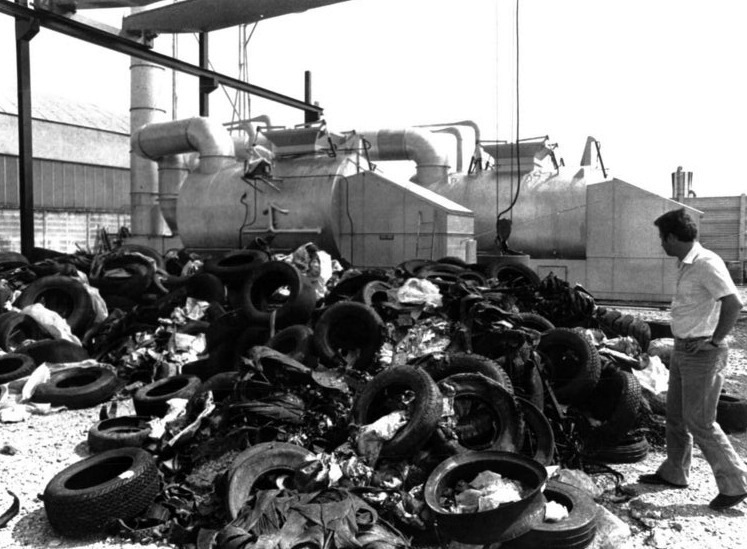
En ung Rossi vid en av Petroldragons anläggningar.

Andrea Rossi, född 3 juni 1950 i Milano, är en italiensk uppfinnare och entreprenör i energibranschen. Han drev Petroldragon, ett företag som skulle förvandla sopor till olja, och därefter Leonardo Technologies Inc, som byggde termoelektriska element som påstods utvinna elektricitet ur spillvärme.  Han har blivit uppmärksammad under år 2011 för en konstruktion kallad Energy Catalyzer, som vid relativt låg temperatur påstås lämna ett stort energiutbyte genom någon form av transmutation mellan nickel och väte.

## Utbildning
Som barn lärde sig Rossi metallbearbetning av sin far. Rossi läste vetenskapsfilosofi vid universitetet i Milano till 1973. Rossi uppger att han 1979 avlade en examen i kemiteknik vid det amerikanska Kensington University, som är ett känt bluffuniversitet.

## Petrol Dragon
I slutet av 1970-talet utvecklade Rossi en variant av termisk depolymerisation för att förvandla sopor till kolväten. Hans företag Petroldragon tog emot stora mängder av sopor, även industriellt avfall, som företaget fick mycket pengar för.
I början av 1980-talet grundade Rossi en vetenskaplig tidskrift som delvis innehöll seriösa artiklar, men främst kan ha fyllt funktionen att lyfta fram Rossis arbete.
Petroldragon stängdes 1989 av Guardia di Finanza eftersom Rossi saknade erforderliga tillstånd för att ta emot sopor. Avfallshögar på olämpliga platser gjorde att de tillstånd som företaget hade fått drogs in 1994. Rossi åtaledes för miljöbrott och fängslades dessutom för smuggling av guld. Efter flera år i landsflykt i USA greps han maj 2000 i Rom. Rossi dömdes till 8 års fängelse för brott i samband med Petroldragons konkurs. Efter många år av överklaganden blev Rossi år 2004 friad på 51 åtalspunkter. Han fälldes endast i fem fall av skattebrott.

## Leonardo Technologies, Inc. (LTI)
I USA hade Rossi startat konsultföretaget Leonardo Technologies, Inc. (LTI). Han fick ett kontrakt med det amerikanska försvaret att utvärdera möjligheterna för elgenerering ur spillvärme med termoelektriska element. Sådana element används vanligtvis endast för kylning (Peltiereffekt), eftersom verkningsgraden för elgenerering är bara några få procent. Rossi antydde att han kunde få 20 %. År 2000 genomförde han en demonstration vid Universitetet av New Hampshire där en apparat producerade 100 volt vid 1 ampere (100 watt) under en vecka. Tillverkning av större moduler skulle ske i Italien. Rossi skickade 27 termoelektriska element till försvaret för utvärdering. Av dessa var det 19 som inte producerade någon elektrisk ström alls. De andra åtta producerade mindre än 1 watt var, istället för de förväntade 800–1000 watt.

## Energikatalysatorn
I augusti 2008 lämnade Rossi in en patentansökan för en apparat som kunde producera energi ur en reaktion mellan väte och nickel. Alla referenser är till verk av Focardi (Bologna universitet) och Piantelli (Siena) som efter Fleischmann och Pons hade börjat forska om värmealstring i nickel-väte system. Forskare på CERN reproducerade Focardis temperaturer, men såg ingen extra värmeproduktion. Focardis vidare forskning om värme ur fusion av nickel och väte publicerades inte i vetenskapliga tidskrifter, och han gick i pension. Rossi var intresserad av kall fusion och tog kontakt med Focardi 2008. I mars 2010 skrev de tillsammans en artikel om apparaten. Rossi hävdar att han började arbeta på denna uppfinning redan 1987.
Rossi kommersialiserade sin reaktor under namnet Energy Catalyzer, E-Cat eller "energikatalysatorn". Den 14 januari 2011 anordnade han en presskonferens och uppvisning för inbjudna. Washington Post skrev om det efter Fukushima-olyckan. Ännu en demonstration av energikatalysatorn utfördes den 29 mars 2011, då två svenska vetenskapsmän, Sven Kullander och Hanno Essén också närvarade. Deras slutsats var att de uppmätta resultaten under demonstrationen endast kan förklaras genom en kärnreaktion. Samtidigt har de trots analyser inte kunnat påvisa någon förändrad isotopsammansättning i det använda materialet i förhållande till naturligt nickel, vilket är anmärkningsvärt om det är fråga om en kärnreaktion. Peter Ekström, lektor i kärnfysik vid Lunds Universitet, skrev i Svenska Fysikersamfundets tidning att det hela sannolikt är en bluff.
Särskilt mycket uppmärksamhet för energikatalysatorn fick Rossi i tidningen Ny Teknik av Mats Lewan, som även författade testrapporter. Rossi uppskattade även skildringen av Sveriges televisions program Vetenskapens värld medan andra medier, som förhöll sig mer kritiska, inte var välkomna på Rossis demonstrationer. Marcus Hansson och Ulrika Björkstén vid Sveriges Radios Vetenskapsradion fick 2014 Guldspadens hedersomnämnande med motiveringen "För en kritisk granskning av svenska forskares kopplingar till den kontroversielle italienaren Andrea Rossi och hans ifrågasatta forskning."